# Scărișoara (Alba, Rumunjska)
Scărișoara (mađ: Aranyosfő) je općina u županiji Alba u Rumunjskoj. Općinu čine četrnaest sela: Bârlești, Botești, Fața-Lăzești, Florești, Lăzești, Lespezea, Maței, Negești, Preluca, Runc, Scărișoara, Sfoartea, știuleți i Trâncești.